# /dev/full
/dev/full (v angličtině někdy také jako "the always full device") je v Linuxu soubor, který vždy vrací chybový kód ENOSPC (který znamená "Na zařízení není volné místo") v okamžiku zápisu a poskytuje neomezené množství nul v okamžiku čtení, stejně, jako /dev/zero. Tento soubor zařízení je obvykle používán při testování, jak se program chová, když obdrží tuto chybu.

## Příklad
```
$ 
echo
 
"Hello world"
 
>
 
/dev/full

bash: echo: chyba zápisu: Na zařízení není volné místo

```